# Listă de scriitori belgieni
Aceasta este o listă de scriitori belgieni.

## B
- Louis Paul Boon
- Leo Bormans

## C
- Ernest Claes
- Hendrik Conscience
- Charles De Coster

## D
- Johan Daisne

## M
- Maurice Maeterlinck
- Charles Malapert
- Charles Polydore de Mont

## P
- Paul Émile de Puydt

## R
- Hugo Raes

## S
- Georges Simenon

## T
- Herman Teirlinck

## V
- Émile Verhaeren
- Dimitri Verhulst
- August Vermeylen